# Allgaier Agrarhandel
Allgaier Agrarhandel GmbH & Co. KG ist ein 1858 gegründetes Familienunternehmen mit Sitz in Allmendingen. Zum Portfolio gehören Saatgut, Düngemittel, Pflanzenschutzmittel, Futtermittel und landwirtschaftliche Erzeugnisse. Das Unternehmen betreibt mehrere Standorte in Süddeutschland, darunter in Allmendingen, Bondorf, Gussenstadt, Suppingen, Plochingen und Stuttgart.

## Geschichte
Leonhard Allgaier legte den Grundstein des Unternehmens durch den Erwerb einer Kundenmühle in Allmendingen am 3. August 1858. 1959 begann das Unternehmen mit dem Handel von Futter- und Düngemitteln und errichtete eine Getreideannahmestelle mit einer Kapazität von 240 Tonnen.
Die 1960er und 1970er Jahre waren geprägt von Diversifikation und der Aufgabe der Mühle im Jahr 1974. Unter der Leitung von Karl Allgaier jun., der 1999 die Geschäftsführung übernahm, erfolgte eine Standortverlagerung in Allmendingen. Der Standort wurde 2017 um zwei Annahmestellen erweitert und 2021 durch zusätzliche Getreidesilos auf eine Lagerkapazität von 23.000 Tonnen ausgebaut.

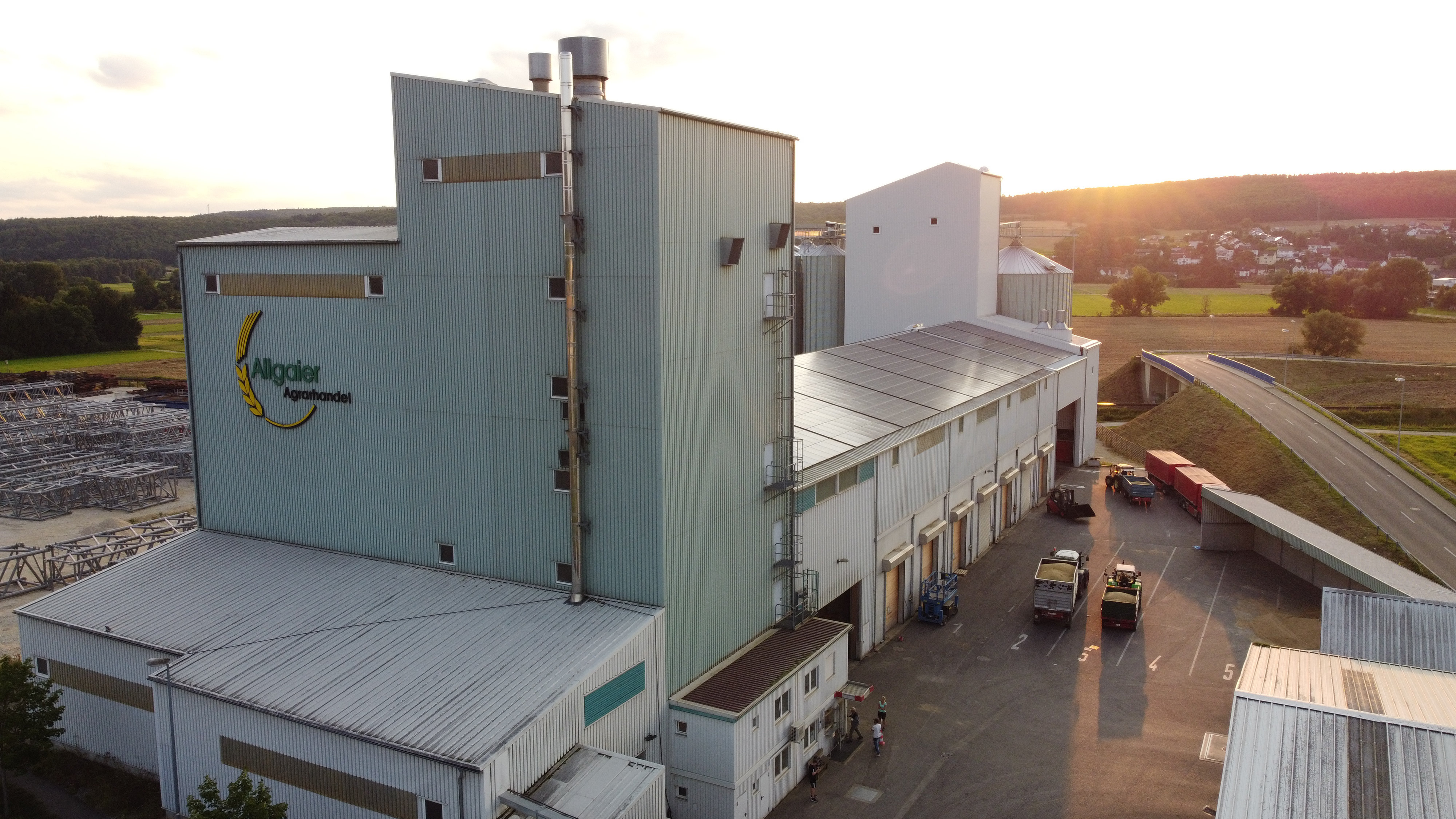
Außenlager Allmendingen

Neue Filialen wurden in Gussenstadt (2011) und Bondorf (2012) sowie in Stuttgart (2021) und Plochingen (2024) eröffnet. In Stuttgart und Plochingen bietet das Unternehmen trimodalen Warenumschlag an. Bis heute befindet sich das Unternehmen in Familienbesitz und wird in fünfter Generation von der Familie Allgaier geführt.

## Produkte und Dienstleistungen
Allgaier Agrarhandel bietet Produkte für die Landwirtschaft, darunter Saatgut, Düngemittel, Pflanzenschutzmittel und Futtermittel für Nutz- und Freizeittiere, ergänzt durch Beratungsdienste.

## Standorte
- Allmendingen: Verwaltung und Getreideerfassung[2]
- Bondorf: Filiale mit Getreideerfassung
- Gussenstadt: Filiale
- Plochingen: Düngemittelumschlag
- Stuttgart: Einzelfutterumschlag
- Suppingen: Filiale mit Getreideerfassung